# 38-я гвардейская пушечная артиллерийская бригада
38-я гвардейская пушечная артиллерийская Калинковичская дважды Краснознамённая, орденов Суворова и Кутузова бригада — тактическое соединение Сухопутных войск СССР и Российской Федерации.
Условное наименование на конец 1980-х гг. — Войсковая часть № 50432 (в/ч 50432). Сокращённое наименование — 38 гв. пабр.
В послевоенный период бригада дислоцировалась в г. Альтенграбов ГДР и, затем, в посёлке Мулино Нижегородской области. Находилась в составе 34-й артиллерийской дивизии.

## История
Бригада сформирована 18 июня 1944 года во исполнение приказа НКО СССР от 16 мая 1944 года №0019, директивы заместителя начальника Генерального штаба РККА от 22 мая 1944 г. №ОРГ-2/476 и приказа войскам 1-го Белорусского фронта от 24 мая 1944 года №0056 в целях усиления армий артиллерийскими средствами на базе 67-го гвардейского пушечного артиллерийского Калинковичского Краснознамённого полка, 68-го гвардейского пушечного артиллерийского Краснознамённого полка и 822-го отдельного армейского разведывательного артиллерийского дивизиона 61-й армии согласно штату № 08/620. Первым командиром назначен командир 67-го гв. пап гвардии полковник Пономаренко, Аркадий Иосифович. Формирование бригады проходило на фронте, занимаемом 67-м гв. пап, осуществлявшим огневым обеспечением 379-й стрелковой дивизии. Дивизионы соединения состояли из батарей четырёхорудийного состава.
Периоды вхождения в Действующую армию:
- 24 мая 1944 — 30 июля 1944;
- 12 сентября 1944 — 20 декабря 1944;
- 25 декабря 1944 — 9 мая 1945.[3]

Всё время вхождения в состав Действующей Армии бригада находилась в подчинении 61-й армии.
В 1960-х годах номер соединения сменился на 303-й.
В 1990-е гг. выведена в посёлок Мулино Нижегородской области вместе с управлением 34-й артиллерийской дивизии.
303-я гвардейская пушечная артиллерийская бригада расформирована в 2009 году вместе с 34-й гв. артиллерийской дивизией в ходе реформы Вооружённых сил.

## Вооружение и военная техника
До 1981 года бригада имела на вооружении 130-мм буксируемые пушки М-46.
На конец 1980-х гг. 303-я гв. пушечная артиллерийская бригада имела вооружении 72 2С5 «Гиацинт», 5 ПРП-3, 6 1В18, 2 1В19, 1 Р-145БМ.